# 黒原拓未
黒原 拓未（くろはら たくみ、1999年11月29日 - ）は、和歌山県海南市出身のプロ野球選手（投手）。左投左打。広島東洋カープ所属。

## 経歴

### プロ入り前
海南市立日方小学校1年生の時に軟式野球を始め、海南市立海南中学校では軟式野球部に所属していた。
高校は智辯学園和歌山高等学校に進学し、1年秋からベンチ入り。2年秋からエースとなった。3年夏は左肘を痛め、登板が制限された。チームは和歌山県大会で優勝し第99回全国高等学校野球選手権大会に出場。興南との1回戦では登板がなく、続く大阪桐蔭との2回戦で先発して大会初登板を果たし、6回途中1失点と好投したが敗れた。1学年下には林晃汰、2学年下に東妻純平、黒川史陽がいた。
卒業後は関西学院大学社会学部に進学し、1年春からベンチ入りを果たす。3年時の2020年11月には、左肘遊離軟骨の除去手術を受けた。4年春は自己最速の151km/hを記録するなどエースとして活躍し、リーグ優勝に貢献。MVPとベストナインを受賞した。その後、2021年9月3日にプロ志望届を提出した。
10月11日に行われたドラフト会議にて隅田知一郎・山下輝の抽選を外した広島東洋カープから1位指名を受け、11月12日に契約金1億円、年俸1500万円で仮契約を結んだ（金額は推定）。背番号は過去に大野豊などが背負った24に決まった。

### 広島時代
2022年は開幕一軍入り。中継ぎとして起用され、4月8日の対阪神タイガース戦では初ホールドを記録した。しかし、同月21日の対読売ジャイアンツ戦、自身初の回またぎの登板で2失点を喫してからは調子を落とし、5月4日の対巨人戦では吉川尚輝に死球を与えるなど立て直せず、翌日に再調整のために登録を抹消された。以降はコンディション不良もあってシーズン終了まで二軍公式戦への登板もなく、7月中旬には新型コロナウイルスの陽性判定も受けた。また秋のみやざきフェニックス・リーグのメンバーにも選出されなかった。11月4日に100万円ダウンの年俸1400万円で契約を更改した（金額は推定）。
2023年の春季キャンプは二軍スタートとなったが、実戦で結果を残して開幕一軍入りを果たした。4月12日の中日ドラゴンズ戦で同年初登板し、1回を4球で三者凡退に抑えたが、19日の阪神タイガース戦では四球と暴投で1回3失点を喫し、21日に二軍落ちとなった。二軍降格後は首脳陣の判断で先発に転向すると、二軍で好成績を記録。特に7月以降は二軍の防御率1点台と安定感を示した。一軍での先発登板機会も3度得たが、そのうち2度は5回を投げ切れず、5回を投げ切った試合も5失点を喫して敗戦投手となっており、初勝利は得られなかった。最終的に二軍ではチーム最多の6勝を挙げながらも、一軍では5試合の登板で、0勝1敗、防御率10.66に終わった。11月11日、現状維持となる推定年俸1400万円で契約を更改した。
2024年の開幕ローテーション争いには敗れたものの、3月30日の開幕2戦目で先発予定だった森下暢仁が右肘の張りで登板を回避することになり、黒原が代役に抜擢された。しかし、その対横浜DeNAベイスターズ戦（横浜スタジアム）では初回先頭打者度会隆輝の頭部付近へ死球を投じてしまい、僅か3球で危険球退場となった。8日後の4月7日の対中日ドラゴンズ戦（マツダスタジアム）で再度の先発登板機会が与えられ、2敗目を喫したものの自己最長の5回を投げて1失点の力投を見せた。結果を残したことで監督の新井貴浩は「ファームでスタンバイしておくのがもったいない」と評価し、森下の復帰後もリリーフとして一軍に残留することになり、配置転換後も好投を続ける。5月25日の対DeNA戦（横浜スタジアム）において延長11回裏同点の場面に8番手で登板し、1死球を与えながらも1回を1奪三振、無失点に抑えると、直後の12回表に広島が3点を勝ち越してそのままチームが勝利したため、プロ初勝利を記録した。7月9日の対巨人戦（マツダ）にて2点ビハインドの8回表二死一塁の場面で3番手登板、打者に初球を投じる前に一塁牽制し走者挟殺に成功、“「0球」リリーフ”を完了した。裏で逆転すればNPB史上初「0球勝利投手」の権利が生まれたがその後スコアが動かず、公式記録の付かないリリーフ珍記録となった。最終的には一軍完走を果たし、先発2試合を含む53試合に登板して4勝（3敗）3ホールド、防御率2.11と大きく飛躍した。オフに、2000万円アップの推定年俸3400万円で契約を更改した。また、3年目ながら前年までの投球イニング数が30回以内と新人王の資格を残していたため、新人王の投票でも有効票302票のうち2位となる41票を集めた。
2025年は春季キャンプ中に膝の違和感を訴え、離脱。5月2日に左膝半月板の手術を受けたことが報じられた。

## 選手としての特徴・人物
最速152km/hを記録した力強い速球と打者の手元で鋭く曲がる「魔球」と称されたカットボールが武器。高い奪三振能力を誇る。変化球はその他スライダー、ツーシーム、チェンジアップ、スプリットと多彩に操る。
遠投110m、50m走のタイムは6秒3を記録。
愛称は「クロ」、「クロちゃん」など。広島入団後は前者が球団OBの黒田博樹を連想することから「（クロと呼ばれることは）カープではないと思います」と恐縮していたが、同学年の遠藤淳志から「クロ」と呼ばれている。
幼少期から真面目にひたむきに努力を重ねてきた練習の虫。広島スカウトで黒原の担当を務めた鞘師智也は「黒原に惚れたのは、投球とかよりも取り組みの方が先かな。（智弁和歌山の）中谷（仁）監督から“凄く練習をする”と聞いたのが最初だった。それから誰に聞いても“めちゃくちゃ練習する”と言うし、そう聞くと大学1年からの変身していく過程も納得できた」と語り、黒原の母も「（拓未は）ずっと真面目に練習していました。高3の夏の甲子園で負けてからも、毎日練習をしていて感心したほどです。とにかく練習が好きなんです」と語っている。
家族によると、黒原がプロ野球選手を目指したきっかけとして小学生低学年時、当時のテレビバラエティ「関口宏の東京フレンドパーク」にプロ野球選手が出演した回を視聴し、子供心に自分もプロになれば出演出来ると決心した出来事があったという。

## 詳細情報

### 年度別投手成績
| 年 度     | 球 団     | 登 板 | 先 発 | 完 投 | 完 封 | 無 四 球 | 勝 利 | 敗 戦 | セ 丨 ブ | ホ 丨 ル ド | 勝 率 | 打 者 | 投 球 回 | 被 安 打 | 被 本 塁 打 | 与 四 球 | 敬 遠 | 与 死 球 | 奪 三 振 | 暴 投 | ボ 丨 ク | 失 点 | 自 責 点 | 防 御 率 | W H I P |
| --------- | --------- | ----- | ----- | ----- | ----- | -------- | ----- | ----- | -------- | ----------- | ----- | ----- | -------- | -------- | ----------- | -------- | ----- | -------- | -------- | ----- | -------- | ----- | -------- | -------- | ------- |
| 2022      | 広島      | 12    | 0     | 0     | 0     | 0        | 0     | 0     | 0        | 1           | ----  | 44    | 9.2      | 11       | 0           | 4        | 0     | 1        | 11       | 0     | 1        | 7     | 7        | 6.52     | 1.55    |
| 2023      | 広島      | 5     | 3     | 0     | 0     | 0        | 0     | 1     | 0        | 0           | .000  | 69    | 12.2     | 21       | 1           | 10       | 0     | 0        | 13       | 2     | 0        | 15    | 15       | 10.66    | 2.45    |
| 2024      | 広島      | 53    | 2     | 0     | 0     | 0        | 4     | 3     | 0        | 3           | .571  | 244   | 59.2     | 40       | 2           | 20       | 0     | 3        | 67       | 0     | 0        | 15    | 14       | 2.11     | 1.01    |
| 通算：3年 | 通算：3年 | 70    | 5     | 0     | 0     | 0        | 4     | 4     | 0        | 4           | .500  | 357   | 82.0     | 72       | 3           | 34       | 0     | 4        | 91       | 2     | 1        | 37    | 36       | 3.95     | 1.29    |

- 2024年度シーズン終了時
- 各年度の太字はリーグ最多

### 年度別守備成績
| 年 度 | 球 団 | 投手  | 投手  | 投手  | 投手  | 投手  | 投手     |
| 年 度 | 球 団 | 試 合 | 刺 殺 | 補 殺 | 失 策 | 併 殺 | 守 備 率 |
| ----- | ----- | ----- | ----- | ----- | ----- | ----- | -------- |
| 2022  | 広島  | 12    | 0     | 0     | 0     | 0     | ----     |
| 2023  | 広島  | 5     | 0     | 3     | 0     | 0     | 1.000    |
| 2024  | 広島  | 53    | 1     | 13    | 1     | 0     | .933     |
| 通算  | 通算  | 70    | 1     | 16    | 1     | 0     | .944     |

- 2024年度シーズン終了時

### 記録
初記録
投手記録
- 初登板：2022年3月29日、対阪神タイガース1回戦（MAZDA Zoom-Zoom スタジアム広島）、7回表に2番手で救援登板、1/3回無失点[43]
- 初奪三振：同上、7回表に糸原健斗から空振り三振[43]
- 初ホールド：2022年4月8日、対阪神タイガース4回戦（阪神甲子園球場）、10回裏に5番手で救援登板、1回無失点
- 初先発登板：2023年5月26日、対東京ヤクルトスワローズ7回戦（MAZDA Zoom-Zoom スタジアム広島）、3回1/3を3失点で勝敗つかず[44]
- 初勝利：2024年5月25日、対横浜DeNAベイスターズ10回戦（横浜スタジアム）、11回裏に8番手で救援登板、1回無失点[28]

打撃記録
- 初打席：2023年5月26日、対東京ヤクルトスワローズ7回戦（MAZDA Zoom-Zoom スタジアム広島）、2回裏に高梨裕稔からバント三振
- 初安打・初打点：2024年4月25日、対東京ヤクルトスワローズ4回戦（明治神宮野球場）、4回表に高橋奎二から左越適時三塁打[45]

その他の記録
- 先発投手が打者1人で危険球退場：2024年3月30日、対横浜DeNAベイスターズ2回戦（横浜スタジアム）、1回裏に先頭打者度会隆輝へ頭部死球 ※史上2人目[24][25]
- 先発投手が3球で危険球退場：同上 ※佐々木健と並び史上最少投球数タイ[24][25]

### 背番号
- 24（2022年[11] - ）